# Jean-Marie Pesez
Jean-Marie Pesez (Béthune, 13 septembre 1929 - Périgueux, 24 septembre 1998), archéologue et historien de la civilisation rurale, de la culture matérielle médiévale et préindustrielle.
Agrégé d'histoire (1958), directeur d'études à l'EPHE, puis à l'EHESS à partir de 1975, il a été l'un des pionniers du renouveau de l'archéologie médiévale en France dans les années 1960 et les années 1970, avec Gabrielle Démians d'Archimbaud (université d'Aix-en-Provence), et sous l'impulsion de Michel de Boüard (université de Caen). Ses travaux ont contribué à promouvoir les études sur la civilisation matérielle et la vie paysanne au Moyen Âge. Il a notamment été codirecteur de l'enquête franco-polonaise sur les villages désertés en Europe, qui a participé à l'intérêt des archéologues et des historiens pour l'habitat rural et  la civilisation paysanne. Cette nouvelle approche de l'archéologie liait ensemble l'histoire, l'ethnographie et l'anthropologie.
Dans le cadre de son séminaire de l'EHESS, sur ses chantiers de fouilles en France (Dracy, Saint-Jean-le-Froid), en Sicile (Brucato) et en Grèce, en collaboration notamment avec le Laboratoire d'ethnologie française, le Musée national des arts et traditions populaires, l'Institut polonais de la culture matérielle, il a formé à partir des années 1960, et jusqu'en 1997, de nombreux archéologues professionnels et amateurs. Il a présidé le Conseil supérieur de l'archéologie durant de nombreuses années.